# Félix Likiniano
Félix Liquiniano Heriz (Escoriaza, Guipúzcoa, 14 de enero de 1909 - Biárriz, 22 de diciembre de 1982), más conocido como Félix Likiniano, fue un militante anarquista español, compañero de Soledad Casilda Hernáez.

## Biografía
Luchó en la guerra civil española, y durante los primeros momentos de la sublevación militar participó destacadamente en la defensa de San Sebastián, cortando el avance golpista a través de la calle Urbieta en el centro de la ciudad donde se encontraban apostados los retenes de la CNT. Más adelante, cuando la columna de Pérez Garmendia, que había salido a defender Vitoria, regresó desde Éibar, hicieron replegarse a los sublevados hasta el cuartel de Loyola. Posteriormente, en el ataque a los cuarteles de Loyola, Likiniano guiaría el asalto a los depósitos de armas. Durante los meses siguientes, participó en la defensa de las líneas en la frontera de Guipúzcoa-Navarra y, después de que San Sebastián cayera en manos de los sublevados, continuó la resistencia armada en Aragón, Cataluña, Francia (dentro de la resistencia francesa a la ocupación nazi) y el País Vasco nuevamente (en las guerrillas que se crean a lo largo de la frontera hispanofrancesa, movimiento conocido como el maquis).

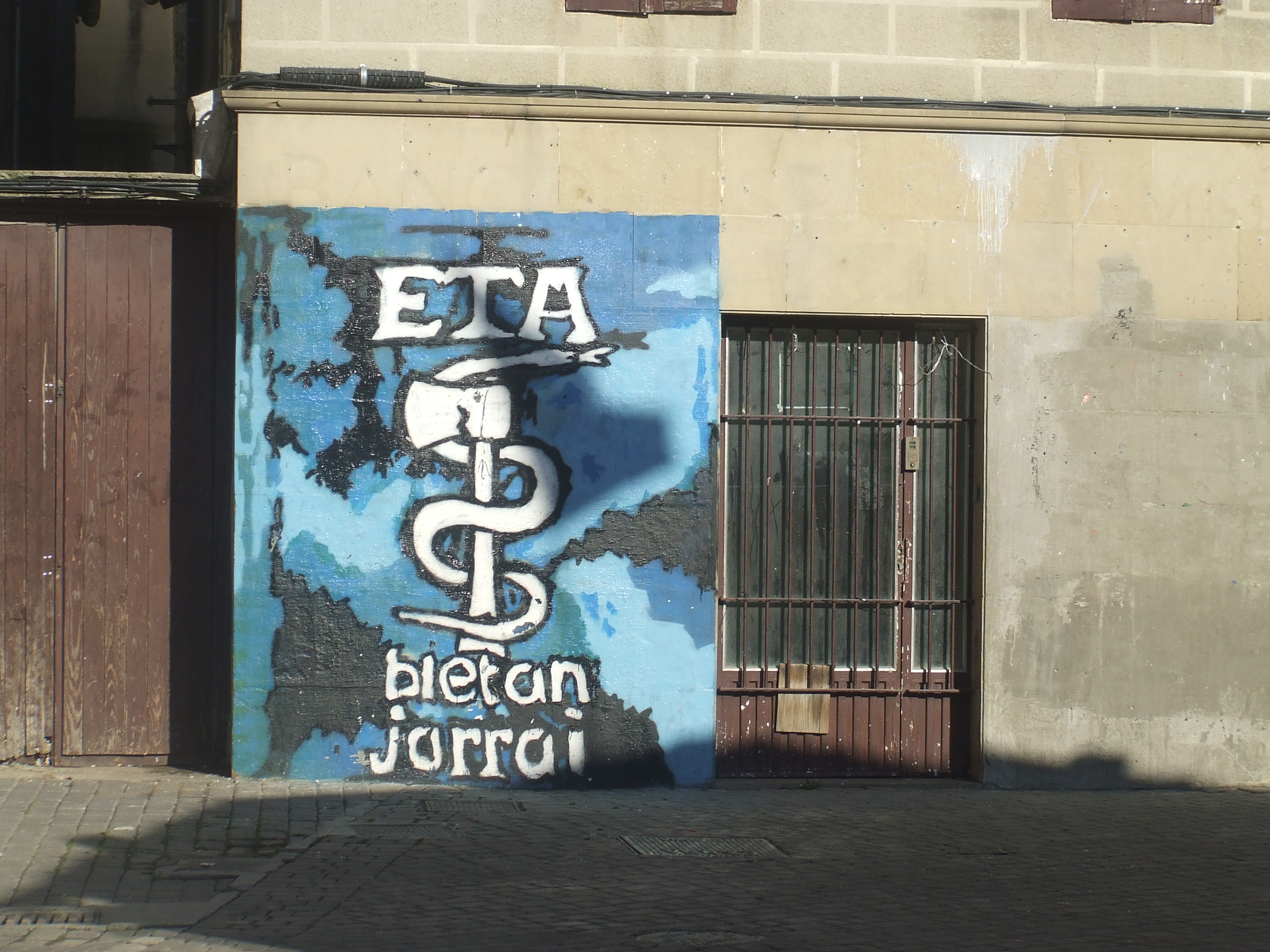
Anagrama de ETA, creación de Félix Likiniano.

En la década de los sesenta, conoció y ayudó a miembros de Euskadi Ta Askatasuna (ETA), entonces incipiente, y diseñó el anagrama del hacha y de la serpiente que luego fue utilizado por ETA.

## Influencia posterior
Su visión del acercamiento entre el anarquismo y el nacionalismo vasco, compartido con su amigo Federico Krutwig, fue reconocido en los tempranos años noventa por los activistas autónomos de Bilbao, que crearon una asociación cultural que llevó su nombre (Felix Likiniano Kultur Elkartea) hasta que desapareció en 2006.